# Assane N'Diaye (calciatore)
Assane N'Diaye (Nguekoh, 1º agosto 1974 – 13 febbraio 2008) è stato un calciatore senegalese, di ruolo difensore.

## Palmarès

### Club

#### Competizioni nazionali
- Campionato senegalese: 1

Jeanne d'Arc: 1999
- Campionato ucraino: 1

Šachtar: 2001-2002
- Coppa d'Ucraina: 2

Šachtar: 2000-2001, 2001-2002